# Sylvilagus cunicularius
El conejo mexicano de monte, también conocido como conejo serrano o conejo montés (Sylvilagus cunicularius) es una especie de conejo de la familia Leporidae endémica de México. La especie es de gran tamaño y la más grande del país; pesa entre 1,8 y 2,3 kg. Su cuerpo mide entre 48 y 52 cm de largo, su cola entre 5 y 7 cm, sus patas traseras algo más de 10 cm y sus orejas suelen superar los 6 cm de largo. Su pelaje es grueso, rojizo o marrón grisáceo, con partes inferiores blancas. La especie es endémica de México; se distribuye por la vertiente del Pacífico desde Sinaloa hasta Oaxaca y en algunas regiones montañosas del Eje Volcánico Transversal. Altitudinalmente habita desde el nivel del mar hasta aproximadamente los 4300 m s. n. m. Ocupa una amplia gama de hábitats, incluidos el bosques caducifolios tropical, templado y seco, matorrales densos, pastizales y tierras cultivadas o perturbadas. En el centro de México es bastante común en los bosques de pinos y robles con una capa de suelo de pastos. Este conejo está clasificado por la UICN2019-1 como de preocupación menor. Sus poblaciones pueden estar disminuyendo en las áreas donde es cazado y en otras donde su hábitat se está degradando y sobrepastoreando. Es una especie muy cazada como alimento. 

## Taxonomía
Fue descrito por primera vez por el naturalista inglés George Robert Waterhouse en 1848 como parte de su trabajo de clasificación de especímenes en la colección del museo de la Sociedad Zoológica de Londres. Se reconocen tres subespecies: Sylvilagus cunicularius cunicularius, Sylvilagus cunicularius insolitus y Sylvilagus cunicularius pacificus.

## Descripción
Con un peso de entre 1,8 y 2,3 kg, es uno de los miembros más grandes de su género y el conejo más grande de México. Su pelaje es grueso, rojizo o marrón grisáceo, con las partes inferiores blancas. En la madurez, el pelaje se vuelve más pálido, de color gris amarillento. Su cuerpo puede medir entre 48 y 52 cm de largo, más una cola de entre 5 y 7 cm; las patas traseras miden algo más de 10 cm y sus orejas suelen superar los 6 cm de largo. Las poblaciones de la Sierra Madre de Oaxaca tienden a ser un poco más grandes que las del resto de México.

## Comportamiento
Se reproduce a lo largo de todo el año, pero especialmente durante los meses cálidos y húmedos del verano (de marzo a octubre). Las madres cavan una madriguera conteniendo un nido que oficiará de guardería antes de dar a luz; se trata de túneles cortos y poco profundos con un promedio de 23 cm de largo que terminan en una cámara a unos 17 cm por debajo de la superficie. Los nidos están construidos con varios materiales, incluyendo hierbas secas, acículas de pino y pedazos de plantas leñosas. También se guardan allí paja de avena y heno de alfalfa, principalmente como fuente adicional de alimento. La madriguera permanece abierta hasta que las crías tienen alrededor de 12 días de edad, después de lo cual son destetadas y la madre cierra la entrada a la madriguera. El comportamiento de madriguera del conejo mexicano se asemeja más al del conejo europeo (Oryctolagus cuniculus) y el conejo pigmeo (Brachylagus idahoensis) que al de los demás miembros del género Sylvilagus.

## Ecología, distribución y hábitat
El conejo mexicano de monte se encuentra solo en México, donde su rango se extiende desde el estado de Sinaloa hasta los estados de Oaxaca y Veracruz, incluidas las regiones montañosas del Eje Volcánico Transversal. Se extiende desde el nivel del mar hasta aproximadamente los 4300 metros m s. n. m. Ocupa una amplia gama de hábitats, incluidos bosques caducifolios tropicales, templados y secos, matorrales densos, pastizales y tierras cultivadas o perturbadas. En el centro de México es bastante común en los bosques de pinos y robles con una capa de suelo de pastos, tales como los de los géneros Agrostis, Festuca y Muhlenbergia. Entre sus depredadores se cuentan los zorros rojos, coyotes, la comadrejas, perros cimarrones, búhos y gavilanes.

## Estado de conservación
El conejo mexicano de monte es común en su área de distribución y está clasificado por la UICN en su Lista Roja de Especies Amenazadas como de preocupación menor. Está presente en el parque nacional La Malinche con densidades de aproximadamente 27 individuos por kilómetro cuadrado en sus zonas boscosas. A pesar de esto, su número puede estar disminuyendo en las áreas donde es cazado y en otras donde su hábitat se está degradando y sobrepastoreando.